# Blaesoxipha opifera
Blaesoxipha opifera är en tvåvingeart som först beskrevs av Daniel William Coquillett 1892.  Blaesoxipha opifera ingår i släktet Blaesoxipha och familjen köttflugor. Inga underarter finns listade i Catalogue of Life.